# Kopi luwak
Kopi luwak naziv je najskuplje vrste kave na svijetu. Uzgaja se u Indoneziji. Sam proizvodni proces je kako slijedi: Azijski cibeti, životinje slične mačkama pronalaze sirove i rijetke bobice te sorte kave u indonezijskim prašumama i hrane se zrnima kave.  Nakon prolazka kroz probavni trakt skupljači zrna prikupljaju koštice u izmetu, očiste, kratko prže pa ih prodaju.
Zbog posebnog probavnog sustava i enzima tijekom probave neprobavljeni unutarnji dio zrnaca kave dobije poseban okus. Zbog tog dugog procesa i činjenice da se godišnje može proizvesti samo oko 500 kilograma, cijena može dostići i do 175 US $ za 500 grama.

## Vanjske poveznice
- Kako se proizvodi najskuplja kava na svijetu?
- Šalica kave Kopi Luwak od 500 kuna